# Emil Lidtke
Emil Lidtke war ein russischer Hersteller von Automobilen.

## Unternehmensgeschichte
Emil Lidtke betrieb in Sankt Petersburg eine Fahrradwerkstatt. 1901 begann er in seinem Unternehmen mit der Produktion von Automobilen. Der Markenname lautete Lidtke. Im gleichen Jahr endete die Produktion bereits wieder. Die Stückzahl blieb gering.

## Fahrzeuge
Das einzige Modell war ein Kleinwagen. Das Fahrzeug bot Platz für zwei Personen. Für den Antrieb sorgte ein Zweizylindermotor mit 709 cm³ Hubraum und 3 bis 3,5 PS Leistung. Das Fahrzeug verfügte über eine vordere Einzelradaufhängung und Querblattfedern.